# Округ Монро (Кентаки)
Округ Монро (енгл. Monroe County) је округ у америчкој савезној држави Кентаки.

## Демографија
По попису из 2010. године број становника је 10.963, што је 793 (-6,7%) становника мање него 2000. године.
| Група             | 2000.          | 2010.          |
| Белци             | 11.178 (95,1%) | 10.314 (94,1%) |
| Афроамериканци    | 324 (2,8%)     | 231 (2,1%)     |
| Азијати           | 1 (0,0%)       | 8 (0,1%)       |
| Хиспаноамериканци | 170 (1,4%)     | 289 (2,6%)     |
| Укупно            | 11.756         | 10.963         |